# 쓰지우치 다카노부
쓰지우치 다카노부(일본어: 辻内 崇伸, 1987년 12월 5일 ~ )는 일본의 프로 야구 선수이며, 현재 센트럴 리그인 요미우리 자이언츠의 소속 선수(투수)였다.

## 인물

### 프로 입단 전
나라현 출신으로 초등학교 1학년 때 1루수로 야구를 시작했다. 중학생 때는 '고리야마 시니어'에 속해 투수로 전향했다.
오사카 토인 고등학교에 입학하면서 2학년 때부터 에이스로 활약했다. 2005년 여름 고시엔 1회전인 가스가베 교에이 고등학교 전에서는 5이닝 동안 6실점을 하는 등 난조를 보이며 강판되었지만 선두 타자와 2스트라이크 2볼 상태에서 외곽으로 벗어난 속구가 156 km/h를 기록 하는 등(네트 뒤의 오릭스 버펄로스 스카우트의 스피드건에 의한 계측이며 고시엔의 전광판에는 152 km/h로 표시되었다. 당시 고교 야구에서의 기록은 데라하라 하야토에 이은 2위 기록) 당시 일본에서 주목의 대상이 되었다.
2회전인 이바라키 현립 후지시로 고등학교와의 경기에서는 대회 타이 기록이 되는 19탈삼진을 기록했다. 이후 학교가 첫 출장에 첫 우승을 차지했던 1991년 여름 고시엔 이후로 첫 4강에 진입, 스지우치 본인도 한 대회에서 통산 최다 탈삼진 기록을 가지고 있는 반도 에이지의 83탈삼진에 뒤를 이어 65탈삼진을 기록하며 역대 2위의 기록에 랭크되었다. 준결승에서는 고마자와 대학 부속 도마코마이 고등학교의 다나카 마사히로(현 [뉴욕양키스])를 상대로 홈런을 기록하기도 했다.
같은 해 2005년 아시아 청소년 야구 선수권 대회에서 투수로 출전해 일본 대표팀에서 마쓰자카 다이스케 등이 활약했던 1998년 대회 이후 첫 우승에 기여했다.
2005년의 신인 드래프트 회의에서는 요미우리 자이언츠와 오릭스 버펄로스의 경합 끝에 요미우리가 교섭권을 획득하면서 1순위 지명으로 입단했다(입단까지의 경위는 후술 참조). 추첨에서 진 오릭스는 오카다 다카히로(T-오카다)를 1순위로 지명했다.

### 프로 입단 후

#### 2006년
스프링 캠프에서 1군에서 캠프를 시작할 지가 주목받았으나 어깨 통증으로 2군에서 시작하게 되었다. 6월에 왼쪽 어깨 염증으로 인한 이탈로 프레시 올스타 게임 출장을 사퇴하는 등 첫 해에는 시즌 종료까지 2군에서 제구력의 육성 및 조정이 계속되어 1군 공식전에서의 등판은 이루어지지 못했다. 이스턴 리그 성적은 13경기에 등판해 3승 4패 방어율 6.04를 기록했고 오프 시즌에 하와이 인터 리그(10월 1일 ~ 11월 21일)에 파견되었다. 현지에서는 '호놀룰루 샤크'에 소속되어 테이크 백이나 체중 이동이 적은 폼을 목표로 이른바 '외국인의 폼'을 습득했다. 또한 투구의 폭을 넓히기 위해 슬라이더를 시투, 체인지업을 습득했으며 선발 투수로 8경기에 출장해 30이닝동안 1승 2패 35탈삼진, 방어율 2.30의 기록을 남겼다.

#### 2007년
자주 트레이닝으로는 하와이에서 연마한 슬라이더와 체인지업을 중심으로 삼기 위해 이가와 게이의 투구법을 표본으로 삼고 싶다고 말해 1군 선발조에 발탁된 스프링 캠프에서는 직구 등 같은 구종을 상황에 맞춰 던지는 것을 목표로 했다. 하라 다쓰노리 감독과 오바나 다카오 투수 종합 코치, 윈터 리그에 대동한 사이토 마사키 투수 코치도 그에게 기대하는 코멘트를 남겼으나 2월 9일 왼쪽 팔꿈치 통증으로 2군에 강등되었다. 노스로 조정을 계속해 3월 중에는 캐치볼을 할 정도로 회복되었지만 3월 24일에 통증이 재발해 정밀 검사 결과 안쪽 측부 인대의 파열이라고 진단되어 토미 존 수술을 받게 되었다. 4월 26일에 무사히 수술을 마쳤으나 수술의 특성상 접합한 인대가 정착하기에는 시간이 오래 걸리기 때문에 2군을 포함해 공식전에서의 등판은 없었다.

#### 2008년
2군에서 퓨처스의 일환으로 실전 복귀했고 속구도 최대 150 km/h를 기록하는 등 부활의 조짐을 보였으나 시즌 들어서는 2군에서 등판도 없이 시즌을 마쳤다. 오프 시즌에는 등번호가 15번에서 39번으로 변경되었다.

#### 2009년
2군 공식 경기에 복귀했고 기사누키 히로시에 이어 7승, 방어율 2.69라는 성적을 남기고 팀의 이스턴 리그 우승에 공헌했다. 2006년 사퇴 이후 처음으로 프레시 올스타 게임에도 선출되었다. 하지만 49개의 사사구와 7개의 폭투는 팀 내 최다를 기록했고 제구력이 문제가 되는 결과가 되었다.

#### 2010년
당시 정책에서 자세한 내용은 밝혀지지 않고 있지만 2군에서의 등판도 불과 3경기에 그치는 등 전혀 결과를 낼 수 없었다. 오프 시즌에 등번호가 39번에서 98번으로 교체되었다.

#### 2011년
2군을 포함해 공식적에서의 등판은 없었다. 오프 시즌에는 아사이 히데키 등과 함께 뉴욕 양키스 산하 루키 리그인 '캐롤라이나 자이언츠'에 파견되었다. 푸에르토리코에서 약 50일을 보냈고 현지 투수 코치는 "하루 아침에 이루어지지 않겠지만 부디 올바르게 던지는 법을 습득했으면 좋겠다"고 조언했다.

#### 2012년
3월 17일에 열린 사이타마 세이부 라이온스와의 시범 경기에서 프로 데뷔 7년 만에 1군 첫 등판해 가장 빠른 147km/h를 기록하며 2피안타 1실점을 기록했다. 팜에서 중간 계투로 나서며 8월 16일 프로 입단 후 처음 1군으로 승격되었지만 등판의 기회 없이 8월 22일에 등록이 말소되며 공식전 출장을 이루지 못했다.

#### 2013년
2월의 스프링 캠프에서 1군으로 시작했지만 어깨의 상태가 올라오지 않고 제2쿨에서는 2군에 합류했다. 불펜 입성 다음날 왼쪽 팔꿈치에 강력한 고통이 재발했고 팔이 올라가지 않는 상태에 빠졌기 때문에 다른 메뉴로 조정을 계속했으나 통증의 원인이었던 유리 연골을 내시경으로 제거하는 관절 클리닝 수술을 받기로 결정했다. 3월 11일에 군마현 다테바야시시 시내의 병원에서 수술을 받았다. 복귀 시기에 관해서는 수술 후 상태를 보고 판단하게 되었는데 투구 재개까지 최소 3개월이 필요해 시즌 전반기 출장은 불가능하게 되었다. 8월 31일에 데이쿄 대학과의 프로 교류전에서 복귀 등판해 1이닝을 무실점으로 던졌으나 좀처럼 구속이 오르지 않았고 이스턴 리그에서도 등판은 없었다. 10월 1일 구단으로부터 전력 외 통보를 받고 이 해를 끝으로 1군에서 등판하지 못한 채 현역 은퇴를 표명했다.

## 플레이 스타일
고교 시절에는 속구가 156km/h를 기록했지만 프로 입단 후 제구력 연마와 계속되는 팔꿈치, 어깨 부상으로 고생했다. 2013년 8월에 등판했을 때 직구의 구속은 120km대까지 떨어져 있었다. 2군에서는 2013년 시즌 종료시까지 통산 75경기에 등판해 177이닝 동안 12승 10패, 방어율 3.76을 기록하고 있지만 프로 7년 중 프로덕션은 4년에 그치고 있다.

## 에피소드
- 취미는 독서.
- 리틀 시절에 다리를 다쳤는데도 런닝을 하거나 손을 다쳤는데도 투구를 하기도 했다.
- 본인은 지역 고등학교에 입학하고 싶어했으나 소속되어 있었던 고리야마 시니어의 감독과 부모님의 설득으로 오사카 토인 고등학교에 진학하는 것을 결심했다.
- 고교 시절 투구폼이 무너졌을 때 야구부의 감독이 구도 기미야스의 투구 폼 연속 사진을 주어 이를 참고로 연습을 해 폼 수정에 성공했다. 이런 일화로 스지우치는 구도를 존경하고 있다.
- 고교 시절 학교를 방문했던 OB 출신의 이와타 미노루(당시 간사이 대학)의 지도를 받은 적도 있다.

### 드래프트까지의 경위
2005년 드래프트에서 전년 중심 투수로서 주목을 받고 있었으며 거물급 선수에게는 드문 "12구단 OK"라는 발언도 있어서 처음에는 많은 구단이 입후보하는 치열한 쟁탈전이 예상되었다. 그러나 조잡한 사항이나 교섭권을 획득하지 못했을 경우의 리스크를 싫어한 구단들이 속속 해결된 일도 있어서 10월 3일 열린 고교생 드래프트 회의에서는 결국 오릭스 버펄로스와 요미우리 자이언츠의 2개 구단만 충돌하게 되었다.
결과는 요미우리가 교섭권을 획득했는데 이때 꽝 추첨권을 뽑았던 오릭스의 나카무라 가쓰히로 GM이 교섭권 여부에 관계없이 찍혀 있었던 NPB의 인감을 보고 교섭권을 획득했다고 착각해 승리 포즈를 취하는 장면이 있었다. 교섭권 획득 표를 뽑은 요미우리의 호리우치 쓰네오 감독도 오릭스의 나카무라 GM의 반응에 고개를 갸우뚱하면서도 항의를 하지 않았고 주최 측도 확인을 게을리 한 결과 착각과 실수가 겹쳐 한 때 오릭스의 교섭권 획득이 확정되었다고 발표되었다.
직후의 기자회견에서 스지우치는 딱딱한 표정으로 "오릭스는 좋은 구단"이라며 오릭스의 지명 수락을 발표했지만 이후 요미우리가 교섭권을 획득한 것으로 정정되었다. 회견장에서 이 소식을 들을 스지우치는 일전하여 눈을 빛내고 오른손을 들고 V사인을 내보였다. 이례적인 정정이었던 회견장에서 "어렸을 적부터 요미우리를 좋아했기 때문에......"라고 말해 몰려든 동급생들과 기자들로부터 웃음을 자아냈다. 기자 팀은 스지우치의 정정 회견장에서 무심코 폭소했다. 본인이 말했던 "어느 구단이어도 영광이고 좋고 싫음을 입에 담아서는 안 된다"는 뜻을 표명한 것이 남아있던 것으로 부모도 이 때 처음으로 스지우치가 요미우리의 팬인 것을 알았다고 한다.
요미우리는 마쓰이 히데키 이후 처음으로 고졸 선수에게 계약금 1억 엔(추정)으로 계약하며 12월 9일에 입단을 발표했다. 오사카 토인에서 처음으로 요미우리에 입단하게 되었다.

## 상세 정보

### 출신 학교
- 오사카 도인 고등학교

### 선수 경력
- 요미우리 자이언츠(2006년 ~ 2013년)

### 등번호
- 15(2006년 ~ 2008년)
- 39(2009년 ~ 2010년)
- 98(2011년 ~ )

### 연도별 투수 성적
- 1군 공식전 출전 없음